# 筑卫城遗址
28°02′10″N 115°36′24″E / 28.03611°N 115.60667°E
筑卫城遗址位于中国江西省樟树市大桥街道大姑山北坡土岗上，2001年被列为第五批全国重点文物保护单位。
筑卫城遗址因有土城拱卫而得名，东西长410米，南北宽360米，总面积147600平方米，西南面土城高17米，基宽14米，东北面土城高8米，基宽16米。筑卫城遗址最早于1947年被饶惠元等人发现，1974年和1977年进行过两次较大规模的发掘，遗址文化堆积最厚有3米多，上层为东周文化层，中下层为新石器時代晚期文化层。
- 新石器时代灰陶鬶，1974年筑卫城遗址出土